# Kronan (historietas)
Kronan fue una serie de historietas de espada y brujería publicada por Brocal Remohí entre 1972 y 1977, pionera de la denominada viking-fantasy.

## Trayectoria editorial
Jaime Brocal, que ya había alcanzado renombre internacional gracias a la serie Ögan, también de ambientación vikinga, empezó a serializar Kronan en el número 21 de la revista española Trinca. Apenas hacia un par de años que Marvel Comics había empezado a publicar su adaptación de Conan, lo que demuestra el olfato comercial de Brocal.
A pesar de su abrupto final, la editorial Doncel lanzó un álbum recopilatorio en mayo de 1973, como número 17 de su Colección Trinca.
No fue hasta 1977 que Brocal Remohí publicó dos episodios más en los números 4 y 5 de la revista "Blue Jeans" de la editorial Nueva Frontera: El Devorador y En los dominios de Wolfdrala, ambos en blanco y negro.

## Valoración
Se ha escrito de Kronan que constituye ante todo un espectáculo, capaz de sustraer al lector de lo cotidiano gracias a la fuerza de su narración.